# Repubblica di Saugeais
La Repubblica di Saugeais è una micronazione fondata nel 1947 in Francia da Georges Pourchet. La Repubblica è composta da 11 comuni. La capitale è Montbenoît.

## Storia

### Medioevo e Rivoluzione Francese

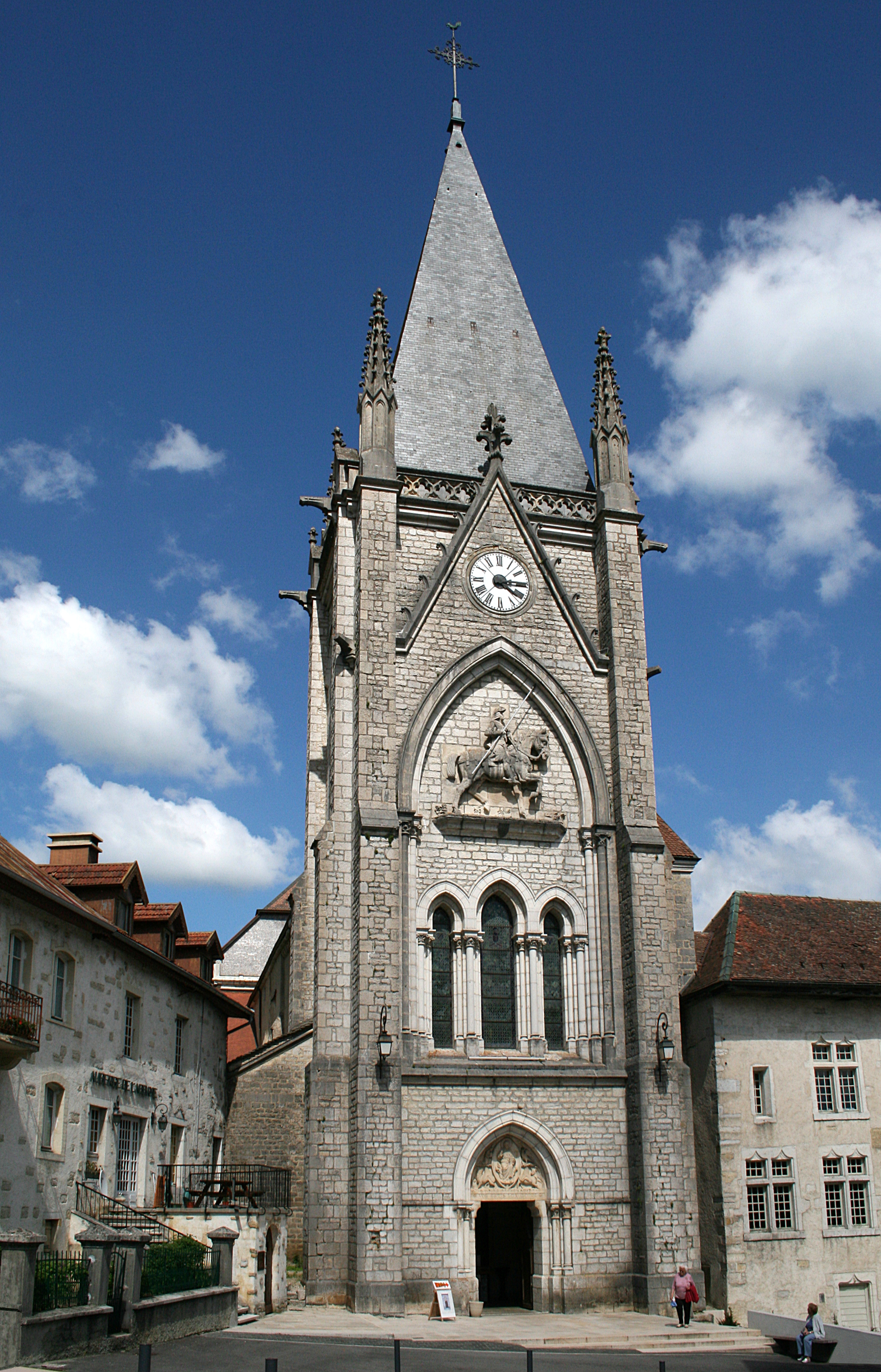
L'abbazia di Montbenoit.

Intorno al 1135 il territorio di Saugeais, all'epoca conosciuto come "Monti di Benoît", dal nome del monaco che vi soggiornò per qualche anno nel X secolo, fu donato da Landry di Joux all'arcivescovo di Besançon, Humbert di Scey, per redimere i suoi peccati. A quel tempo quel territorio era totalmente ricoperto da boschi, perciò l'arcivescovo ordinò la parziale deforestazione e chiese il permesso ai canonici di Saint-Maurice d'Agaune di costruire un'abbazia nell'odierna Montbenoît. Ottenutolo, fece iniziare la costruzione, terminata pochi anni dopo. L'abbazia è attualmente la meglio conservata del Doubs.
Nel 1348, al tempo della grande peste, molte persone si rifugiarono a Saugeais, contribuendo ad accrescere il numero di dialetti della piccola regione e formando i primi centri abitati.
Nel XVII secolo l'abbazia fu saccheggiata dai soldati di Bernardo di Sassonia-Weimar durante la guerra dei trent'anni, e fu ricostruita grazie all'aiuto dei monaci di Val d'Aosta e Alta Savoia, che introdussero il dialetto provenzale, oggi parlato nella repubblica solo dagli anziani. Dopo la Rivoluzione francese lo stato fu annesso alla Francia e i monaci persero il potere sulla regione.

### Nuova Repubblica
Nel 1947 il prefetto del Doubs visitò Montbenoît e alloggiò presso l' "Hotel dell'Abbazia", di proprietà di Georges Pourchet. Appena il prefetto entrò nell'albergo, Pourchet gli domandò se avesse un permesso per poter entrare nella Repubblica di Saugeais. L'ospite, sorpreso, chiese di cosa stesse parlando, e Georges spiegò che aveva fondato una repubblica, e che si era autoproclamato presidente.
Qualche anno dopo Pourchet incaricò don Martial Jeantet, parroco di Montbenoît, di organizzare il restauro dell'abbazia. Pourchet morì nel 1968. La carica di presidente rimase vacante per cinque anni, finché un gruppo di persone che rappresentava i circa 4 000 abitanti di Saugeais nominò la moglie di Georges, Gabrielle, nuovo presidente.
Durante il governo di Gabrielle fu coniata la nuova moneta di Saugeais, il Sol, e nel 1987 le Poste francesi emisero un francobollo dedicato alla repubblica, dal valore di 2,50 franchi. Nel 2005 Gabrielle morì alla veneranda età di 99 anni e la carica da lei presa passò alla figlia Georgette, alla cui morte nel 2022 successe Simon Marguet, già Primo Ministro della Repubblica.

## Dialetto
Nella repubblica si parla il Saugette, variante locale del franco-provenzale. Tutt'oggi è parlato solo dagli anziani, in quanto i giovani preferiscono esprimersi in francese, ed è a rischio d'estinzione.

## Comuni

I comuni della Repubblica di Saugeais

Saugeais rivendica il territorio di 11 comuni:
- Arçon
- Bugny
- Gilley (capitale economica)
- Hauterive-la-Fresse
- La Chaux
- La Longeville
- Les Alliés
- Maisons-du-Bois-Lièvremont
- Montbenoît (capitale politica)
- Montflovin
- Ville-du-Pont

## Elenco dei presidenti
- Georges Pourchet, fondatore e primo presidente (1947-1968)
- vacante (1968-1972)
- Gabrielle Pourchet (1972-31 agosto 2005)
- Georgette Pourchet-Bertin (28 gennaio 2006-18 marzo 2022) [3]
- Simon Marguet (2022-) [4]

## TV Saugeais
La televisione pubblica della repubblica di Saugeais, Télé Doller Saugeais, fu fondata nel settembre del 1978.

## Sport

### La 24 ore di Saugeais
La 24 ore di Saugeais è un evento molto seguito in Francia.

Durante questo evento sportivo, che si svolge lungo la strada Portalier-Gilley, ormai in disuso e trasformata in pista ciclabile, si svolgono gare di ciclismo, mountain bike, duathlon, motocross e kayak (lungo il fiume Doubs).

### Calcio
La micronazione ha anche una selezione calcistica affiliata al NF-Board. I colori sociali sono il giallo e il nero.